# Jägarna (TV-serie)
Jägarna är en thriller-TV-serie från 2018. Serien är en fortsättning på långfilmerna Jägarna och Jägarna 2. Rolf Lassgård återvänder som polisen Erik Bäckström, men han är nu bosatt i en villa i skogen och har isolerat sig i flera år, men han har även skaffat en hund vid namn Bella. Seriens första säsong hade premiär den 14 november 2018 på C More och den andra hade premiär den 8 mars 2021.

## Rollista (i urval)
| - Rolf Lassgård – Erik Bäckström (säsong 1–2) - Johan Marenius Nordahl – Peter Bäckström (säsong 1–2) - Annika Nordin – Karin Johansson (säsong 1–2) - Caroline Johansson Kuhmunen – Liza (säsong 1–2) - Johannes Kuhnke – Måns Richardsson (säsong 1–2) - Pelle Heikkilä – Markus Lindmark (säsong 1) - Simon J. Berger – Joar Särn (säsong 2) - Lena Endre – Niki Thompson (säsong 2) - Anna Azcárate – Ragnhild (säsong 1) - Ia Langhammer – Sanna (säsong 1) - Sampo Sarkola – Karl Lindmark (säsong 1) - Pasi Haapala – Tord (säsong 1) - Simeon Lindgren – Jallo (säsong 2) - Ulf Stenberg – Pål (säsong 2) - Pablo Leiva Wenger – Sergio (säsong 2) - Leah Berglund – Leah (säsong 2) | - Bert Gradin – Lennart Lundkvist (säsong 2) - Jeanette Holmgren – Ylva (säsong 2) - Maja Rung – Ida Särn (säsong 2) - Natalie Sundelin – Emelie (säsong 2) - Hugo Florén – Unga Erik (säsong 2) - Ville Florén – Unga Leif (säsong 2) - Peter Mörlin – Linus (säsong 2) - Inger Nilsson – Gunilla Särn (säsong 2) - Maria Sundström – Therese Lundkvist (säsong 2) - Anna Söderling – Elisabeth Lundkvist (säsong 2) - Maria Forslin – Cissi (säsong 2) - Albin Grenholm – Benjamin Abrahamsson (säsong 1) - Mikael Ersson – Johannes Fresk (säsong 1) - Amalia Holm – Rebecca Lindmark (säsong 1) - Marie Delleskog – Abrahamssons Mamma (säsong 1) - Mats Pontén – Advokat (säsong 1) |

## Säsonger
| Serie | Serie | Avsnitt | Avsnitt | Originalvisning       | Originalvisning      |
| Serie | Serie | Avsnitt | Avsnitt | Första sändningsdatum | Sista sändningsdatum |
| ----- | ----- | ------- | ------- | --------------------- | -------------------- |
|       | 1     | 6       | 6       | 14 november 2018      | 12 december 2018     |
|       | 2     | 6       | 6       | 8 mars 2021           | 12 april 2021        |

## Avsnittslista

### Säsong 1: 2018
| Avsnitt totalt | Avsnitt säsong | Titel | Regisserad av              | Skriven av                                            | Sändningsdatum   |
| --- | -------------- | ----- | -------------------------- | ----------------------------------------------------- | ---------------- |
| 1 | 1              |       | Jens Jonsson               | Björn Carlström, Stefan Thunberg                      | 14 november 2018 |
| Gruventreprenören Markus utsätts för ett attentat av en trolig miljöaktivist och anlitar den före detta polisen Erik i hopp om att kunna spåra gärningsmannen. Polisaspiranten Peter, som är Eriks brorson, blir även han delaktig i utredningen. |                |       |                            |                                                       |                  |
| 2 | 2              |       | Jens Jonsson               | Björn Carlström, Stefan Thunberg                      | 14 november 2018 |
| Johannes kropp hittas, och polisen betraktar det hela som en smitningsolycka. Peter har dock andra misstankar, något som han ventilerar med Erik. Erik inser att det kan röra sig om mord och försöker att säkra spåren innan det är för sent.    |                |       |                            |                                                       |                  |
| 3 | 3              |       | Jens Jonsson, Johan Lundin | Björn Carlström, Stefan Thunberg, Jimmy Nivrén Olsson | 21 november 2018 |
| Erik vaknar upp på sjukhuset, men efter ett tag åker han istället med Markus och deras sydafrikanska gäster på björnjakt. Då de attackeras av Benjamin i jaktstugan förstår Erik att Benjamin kan bevisa att Markus är inblandad i mordet.        |                |       |                            |                                                       |                  |
| 4 | 4              |       | Jens Jonsson, Johan Lundin | Björn Carlström, Stefan Thunberg, Jimmy Nivrén Olsson | 28 november 2018 |
| Erik bryter sig in hos Markus i jakt på Benjamins dator, men blir påkommen av Karl som är hög på kokain. Karl blir misshandlad och inlagd på intensiven. Peter ber Erik att ange sig själv till polisen.                                          |                |       |                            |                                                       |                  |
| 5 | 5              |       | Jens Jonsson, Johan Lundin | Björn Carlström, Stefan Thunberg                      | 5 december 2018  |
| Analysen av datorn är klar och visar tydligt vad som hänt. Markus hamnar i polisförhör, samtidigt som Peter övertalar Sanna att lyssna på Eriks vittnesmål. Richardsson tar med Erik i sin bil innan han ska in och vittna.                       |                |       |                            |                                                       |                  |
| 6 | 6              |       | Jens Jonsson               | Björn Carlström, Stefan Thunberg                      | 12 december 2018 |
| Peter inser att Erik inte flytt självmant. Han tar då med sig Eriks hund Bella för att spåra honom. Samtidigt kämpar Erik för sitt liv i en våldsam uppgörelse i skogen.                                                                          |                |       |                            |                                                       |                  |

### Säsong 2: 2021
| Avsnitt totalt | Avsnitt säsong | Titel | Regisserad av | Skriven av                                        | Sändningsdatum |
| -------------- | -------------- | ----- | ------------- | ------------------------------------------------- | -------------- |
| 1              | 1              |       | Jens Jonsson  | Björn Carlström, Stefan Thunberg                  | 8 mars 2021    |
| 2              | 2              |       | Jens Jonsson  | Björn Carlström, Stefan Thunberg, Anders Sparring | 15 mars 2021   |
| 3              | 3              |       | Johan Lundin  | Björn Carlström, Stefan Thunberg, Maria Nygren    | 22 mars 2021   |
| 4              | 4              |       | Johan Lundin  | Björn Carlström, Stefan Thunberg, Anders Sparring | 29 mars 2021   |
| 5              | 5              |       | Johan Lundin  | Björn Carlström, Stefan Thunberg, Maria Nygren    | 5 april 2021   |
| 6              | 6              |       | Jens Jonsson  | Björn Carlström, Stefan Thunberg                  | 12 april 2021  |